# Kathryn Hire
Kathryn Patricia „Kay” Hire (ur. 26 sierpnia 1959 w Mobile) – amerykańska astronautka, komandor US Navy.

## Wykształcenie oraz służba wojskowa
- 1977 – ukończyła Murphy High School w Mobile w stanie Alabama.
- 1981 – na Akademii Marynarki Wojennej (US Naval Academy) otrzymała tytuł Bachelor of Science z inżynierii zarządzania i rozpoczęła służbę w US Navy szkoleniem lotniczym.
- 1982 – w październiku zdobyła kwalifikacje pilota lotnictwa morskiego i otrzymała przydział do bazy lotniczej Patuxent River (stan Maryland) w Oceanographic Development Squadron Eight - VXN-8. Przez 3 lata była pilotem specjalnie skonfigurowanego samolotu Lockheed P-3 Orion, który wykorzystywano do badań oceanograficznych prowadzonych w różnych rejonach świata.
- 1986 – od stycznia służyła w Naval Training Unit Air w bazie lotniczej Mather Air Force Base, w Kalifornii. Była instruktorem nawigacji oraz kierownikiem kursu nawigacji.
- 1991 – została absolwentem Florida Institute of Technology. Temat pracy magisterskiej dotyczył technologii kosmicznych. Pracowała w KSC i JSC i równocześnie wykonywała zadania w ramach jednostek wsparcia jako oficer rezerwy Marynarki Wojennej.
- 1993 – 13 maja została pierwszą kobietą w amerykańskim wojsku wyznaczoną do bojowej załogi samolotu P-3 62 eskadry patrolowej (VP-62).
- 2002 – na czas operacji Enduring Freedom w Afganistanie oraz Iraqi Freedom w Iraku czasowo powróciła do czynnej służby. Była oficerem sztabu dowództwa Marynarki Wojennej Stanów Zjednoczonych.

## Praca w NASA i kariera astronauty
- 1989 – w styczniu przeszła do rezerwy Marynarki Wojennej. W maju rozpoczęła pracę w Centrum Kosmicznym im. J. F. Kennedy’ego. Początkowo jako inżynier firmy EG&G w Orbiter Processing Facility, a od lipca inżynier systemów mechanicznych wahadłowca w Lockheed Space Operations Company. Później w KSC uczestniczyła w przygotowaniach przedstartowych do 40 misji wahadłowców.
- 1994 – 8 grudnia została członkiem 15 grupy astronautów NASA.
- 1996 – zakończyła przeszkolenie podstawowe uzyskując uprawnienia specjalisty misji. Po kursie pracowała w centrum kontroli lotów kosmicznych, gdzie pełniła funkcję operatora łączności (CapCom).
- 1997 – 18 kwietnia została wyznaczona do załogi misji STS-90[1]. Powierzono jej funkcję specjalisty misji.
- 1998 – na przełomie kwietnia i maja uczestniczyła w blisko 16-dniowym locie kosmicznym na pokładzie promu Columbia[2]. Po zakończonym locie została skierowana do Astronaut Support Personnel w Kennedy Space Center Operations – grupy wsparcia załóg m.in. podczas startów i lądowań wahadłowców.
- 2008 – 5 grudnia jej nazwisko pojawiło się w oficjalnym komunikacie NASA o składzie załogi misji STS-130[3].
- 2010 – w lutym odbyła swój drugi lot kosmiczny na pokładzie wahadłowca Endeavour. Misja oznaczona jako STS-130 trwała blisko 14 dni. Hire podczas tej wyprawy ponownie pełniła funkcję specjalisty misji[4].
- 2011 – w styczniu została przeniesiona do grupy astronautów – managerów pracujących w Centrum Lotów Kosmicznych imienia Lyndona B. Johnsona w Teksasie.

## Nagrody i odznaczenia
- Medal Departamentu Obrony za Wzorową Służbę
- Medal za Chwalebną Służbę
- Medal Pochwalny Połączonych Sił
- National Defense Service Medal – dwukrotnie
- Medal Ekspedycji Sił Zbrojnych
- Global War on Terrorism Service Medal
- Armed Forces Reserve Medal ze srebrną klepsydrą
- Medal za Lot Kosmiczny
- Universal Astronaut Insignia za lot orbitalny (nr 375) – Stowarzyszenie Uczestników Lotów Kosmicznych (Association of Space Explorers(inne języki))[5]

## Wykaz lotów
| Loty kosmiczne, w których uczestniczyła Kathryn P. Hire                  | Loty kosmiczne, w których uczestniczyła Kathryn P. Hire | Loty kosmiczne, w których uczestniczyła Kathryn P. Hire | Loty kosmiczne, w których uczestniczyła Kathryn P. Hire | Loty kosmiczne, w których uczestniczyła Kathryn P. Hire | Loty kosmiczne, w których uczestniczyła Kathryn P. Hire | Loty kosmiczne, w których uczestniczyła Kathryn P. Hire |
| Nr                                                                       | Data startu                                             | Statek kosmiczny                                        | Data lądowania                                          | Statek kosmiczny                                        | Funkcja                                                 | Czas trwania                                            |
| ------------------------------------------------------------------------ | ------------------------------------------------------- | ------------------------------------------------------- | ------------------------------------------------------- | ------------------------------------------------------- | ------------------------------------------------------- | ------------------------------------------------------- |
| 1                                                                        | 17 kwietnia 1998                                        | STS-90 Columbia F-25                                    | 3 maja 1998                                             | STS-90 Columbia F-25                                    | Specjalista misji 2                                     | 15 dni 21 godzin 49 minut i 59 sekund                   |
| 2                                                                        | 8 lutego 2010                                           | STS-130 Endeavour F-24                                  | 22 lutego 2010                                          | STS-130 Endeavour F-24                                  | Specjalista misji 4                                     | 13 dni 18 godzin 6 minut i 24 sekundy                   |
| Łączny czas spędzony w kosmosie — 29 dni 15 godzin 56 minut i 23 sekundy |                                                         |                                                         |                                                         |                                                         |                                                         |                                                         |